# Gahai, Qinghai
Gahai är en ort i Kina. Den ligger i provinsen Qinghai, i den nordvästra delen av landet, omkring 390 kilometer väster om provinshuvudstaden Xining. Antalet invånare är 5 965. Befolkningen består av 2 873 kvinnor och 3 092 män. Barn under 15 år utgör 21,0 %, vuxna 15-64 år 72 %, och äldre över 65 år 5,0 %.
Runt Gahai är det mycket glesbefolkat, med 4 invånare per kvadratkilometer. Trakten runt Gahai består i huvudsak av gräsmarker.
Genomsnittlig årsnederbörd är 205 millimeter. Den regnigaste månaden är juni, med i genomsnitt 50 mm nederbörd, och den torraste är december, med 1 mm nederbörd.